# Coppa Italia di Serie A2 2015-2016 (pallavolo maschile)
La Coppa Italia di Serie A2 di pallavolo maschile 2015-2016 si è svolta dal 20 gennaio al 7 febbraio 2016: al torneo hanno partecipato otto squadre di club italiane e la vittoria finale è andata per la terza volta, la seconda consecutiva, alla Callipo Sport.

## Regolamento
Le squadre hanno disputato quarti di finale, semifinali e finale.

## Squadre partecipanti
| Squadra           | Qualificazione                          | Ultima partecipazione            |
| ----------------- | --------------------------------------- | -------------------------------- |
| Libertas Brianza  | 8ª al girone di andata Serie A2 2015-16 | Coppa Italia di Serie A2 2014-15 |
| Civita Castellana | 3ª al girone di andata Serie A2 2015-16 | Debutto                          |
| Impavida Ortona   | 7ª al girone di andata Serie A2 2015-16 | Coppa Italia di Serie A2 2014-15 |
| Potentino         | 5ª al girone di andata Serie A2 2015-16 | Coppa Italia di Serie A2 2014-15 |
| Emma Villas       | 6ª al girone di andata Serie A2 2015-16 | Debutto                          |
| Argos             | 1ª al girone di andata Serie A2 2015-16 | Coppa Italia di Serie A2 2014-15 |
| Tuscania          | 4ª al girone di andata Serie A2 2015-16 | Debutto                          |
| Callipo           | 2ª al girone di andata Serie A2 2015-16 | Coppa Italia di Serie A2 2014-15 |

## Torneo

### Tabellone
|  | Quarti di finale | Quarti di finale | Quarti di finale |         |                   | Semifinali | Semifinali | Semifinali |  |  | Finali | Finali | Finali |
|  |                  |                  |                  |         |                   |            |            |            |  |  |        |        |        |
|  | 1                | Argos            | 3                |         |                   |            |            |            |  |  |        |        |        |
|  | 8                | Libertas Brianza | 2                |         |                   |            |            |            |  |  |        |        |        |
|  | 8                | Libertas Brianza | 2                |         | 1                 | Argos      | 3          |            |  |  |        |        |        |
|  |                  |                  |                  |         | 1                 | Argos      | 3          |            |  |  |        |        |        |
|  |                  | 4                | Tuscania         | 1       |                   |            |            |            |  |  |        |        |        |
|  | 4                | 4                | Tuscania         | 1       | Tuscania          | 3          |            |            |  |  |        |        |        |
|  | 4                |                  |                  |         | Tuscania          | 3          |            |            |  |  |        |        |        |
|  | 5                | Potentino        | 1                |         |                   |            |            |            |  |  |        |        |        |
|  |                  |                  |                  |         |                   |            |            |            |  |  | 1      | Argos  | 2      |
|  |                  |                  | 2                | Callipo | 3                 |            |            |            |  |  |        |        |        |
|  | 2                | Callipo          | 3                |         |                   |            |            |            |  |  |        |        |        |
|  | 7                | Impavida Ortona  | 1                |         |                   |            |            |            |  |  |        |        |        |
|  | 7                | Impavida Ortona  | 1                |         | 2                 | Callipo    | 3          |            |  |  |        |        |        |
|  |                  |                  |                  |         | 2                 | Callipo    | 3          |            |  |  |        |        |        |
|  |                  | 6                | Emma Villas      | 1       |                   |            |            |            |  |  |        |        |        |
|  | 3                | 6                | Emma Villas      | 1       | Civita Castellana | 2          |            |            |  |  |        |        |        |
|  | 3                |                  |                  |         | Civita Castellana | 2          |            |            |  |  |        |        |        |
|  | 6                | Emma Villas      | 3                |         |                   |            |            |            |  |  |        |        |        |

### Risultati

#### Quarti di finale
| 20 gennaio 2016 PalaPolsinelli, Sora Durata: 1h:49 - Spettatori: ?                  | Argos             | 3 - 2 | Libertas Brianza | 25-16, 23-25, 25-21, 24-26, 15-8  |
| 20 gennaio 2016 Palazzetto dello Sport, Montefiascone Durata: 1h:52 - Spettatori: ? | Tuscania          | 3 - 1 | Potentino        | 25-18, 24-26, 25-22, 25-21        |
| 20 gennaio 2016 PalaValentia, Vibo Valentia Durata: 1h:38 - Spettatori: 700         | Callipo           | 3 - 1 | Impavida Ortona  | 25-21, 25-18, 23-25, 25-17        |
| 20 gennaio 2016 Palazzetto dello Sport, Monterotondo Durata: 2h:05 - Spettatori: ?  | Civita Castellana | 2 - 3 | Emma Villas      | 21-25, 25-21, 27-25, 19-25, 12-15 |

#### Semifinali
| 27 gennaio 2016 PalaPolsinelli, Sora Durata: 1h:49 - Spettatori: ?          | Argos   | 3 - 1 | Tuscania    | 25-20, 25-21, 20-25, 25-17 |
| 27 gennaio 2016 PalaValentia, Vibo Valentia Durata: 1h:53 - Spettatori: 800 | Callipo | 3 - 1 | Emma Villas | 26-24, 25-21, 21-25, 25-19 |

#### Finale
| 7 febbraio 2016 Mediolanum Forum, Assago Durata: 2h:23 - Spettatori: 6 000 | Argos | 2 - 3 | Callipo | 21-25, 25-20, 21-25, 25-23, 12-15 |